# Оперный фестиваль в Лонгборо
Оперный фестиваль в Лонгборо (англ. Longborough Festival Opera, сокр. LFO) — ежегодный оперный фестиваль, проходящий в июне-июле в английской местечке Котсуолд рядом с Лонгборо на севере графства Глостершир.

## История и деятельность
Фестиваль начался в 1991 году как Banks Fee Opera с музыкальных концертов, а затем начал представлять оперы гастролирующими труппами. Аудитория быстро росла в 1990-е годы, и в течение последнего десятилетия акцент на операх Рихарда Вагнера привел к тому, что в 2013 году был исполнен полный цикл из четырёх эпических опер, составляющих «Кольцо нибелунга».
В настоящее время председателем фестиваля является Мартин Грэм, музыкальным руководителем — Энтони Негус, художественным руководителем — Алан Приветт.
Первоначально фестивальные выступления проходили с небольшим оркестром на временной сцене во дворе бывшего конюшенного блока. Затем это помещение перестроили в театральный зал (с оркестровой ямой с 72 музыкантами), используя кресла из Королевского театра Ковент-Гарден, которые высвободились в ходе его реконструкции в конце 1990-х годов.
Первая аудитория фестиваля состояла в основном из местных сторонников благотворительных организаций. Оперные вечера с перерывами на пикники стали очень популярны, и был спрос на их продолжение. До 1998 года Фестиваль был связан исключительно с гастролирующей Travelling Opera, чьи постановки известных опер на английском языке пользовались большим успехом у постоянно растущей аудитории: в 1991 году было 400 зрителей, в 1997 году — 1600. За этот период было поставлено множество популярных опер Моцарта, Россини, Пуччини, Верди и Бизе.
Международный специализированный журнал о музыкальном театре «Opernwelt» подтверждает, что на фестивале царит «дружеская, неформальная и безумная атмосфера искусства» в традициях Глайндборнского оперного фестиваля.
У части британских оперных трупп существует своя специализация, у фестиваля в Лонгборо — это тематика Рихарда Вагнера. Фестивальная опера в Лонгборо стала первым частным оперным театром, представившим полный цикл оркестрованной версии «Колец нибелунга»: «Золото Рейна», «Валькирия», «Зигфрид» и «Гибель богов».
Кроме оперных представлений, с 2003 года фестиваль участвует в образовательных проектах по двум направлениям: через семинары в местных школах и постановки для молодых артистов. Местные дети могут участвовать в таких постановках. В 2012 году образовательным проектом был «Суини Тодд».